# Nocturama
A Nocturama a Nick Cave and the Bad Seeds tizenkettedik albuma, 2003. február 25-én jelent meg.

## Az album dalai
Minden dalt Nick Cave írt.
1. Wonderful Life – 6:49
2. He Wants You – 3:30
3. Right Out of Your Hand – 5:15
4. Bring It On – 5:22
5. Dead Man in My Bed – 4:40
6. Still in Love – 4:44
7. There is a Town – 4:58
8. Rock of Gibraltar – 3:00
9. She Passed By My Window – 3:20
10. Babe, I’m on Fire – 14:45

## Közreműködők
- Nick Cave – ének, zongora, Hammond orgona
- Mick Harvey – gitár, vokál, orgona, basszusgitár, ütőhangszerek
- Blixa Bargeld – gitárok, pedálos steel gitár, vokál
- Thomas Wydler – dob, ütőhangszerek
- Martin P. Casey – basszusgitár
- Warren Ellis – hegedű
- Jim Sclavunos – dob, ütőhangszerek, vokál
- Conway Savage – vokál
- Chris Bailey – vokál
- Johnny Turnbull – vokál
- Norman Watt-Roy – vokál
- Mickey Gallagher – vokál
- Chas Jankel – vokál

## Külső hivatkozások
- Ismertető az est.hu-n